# Völkerschlachtdenkmal (Zwintschöna)

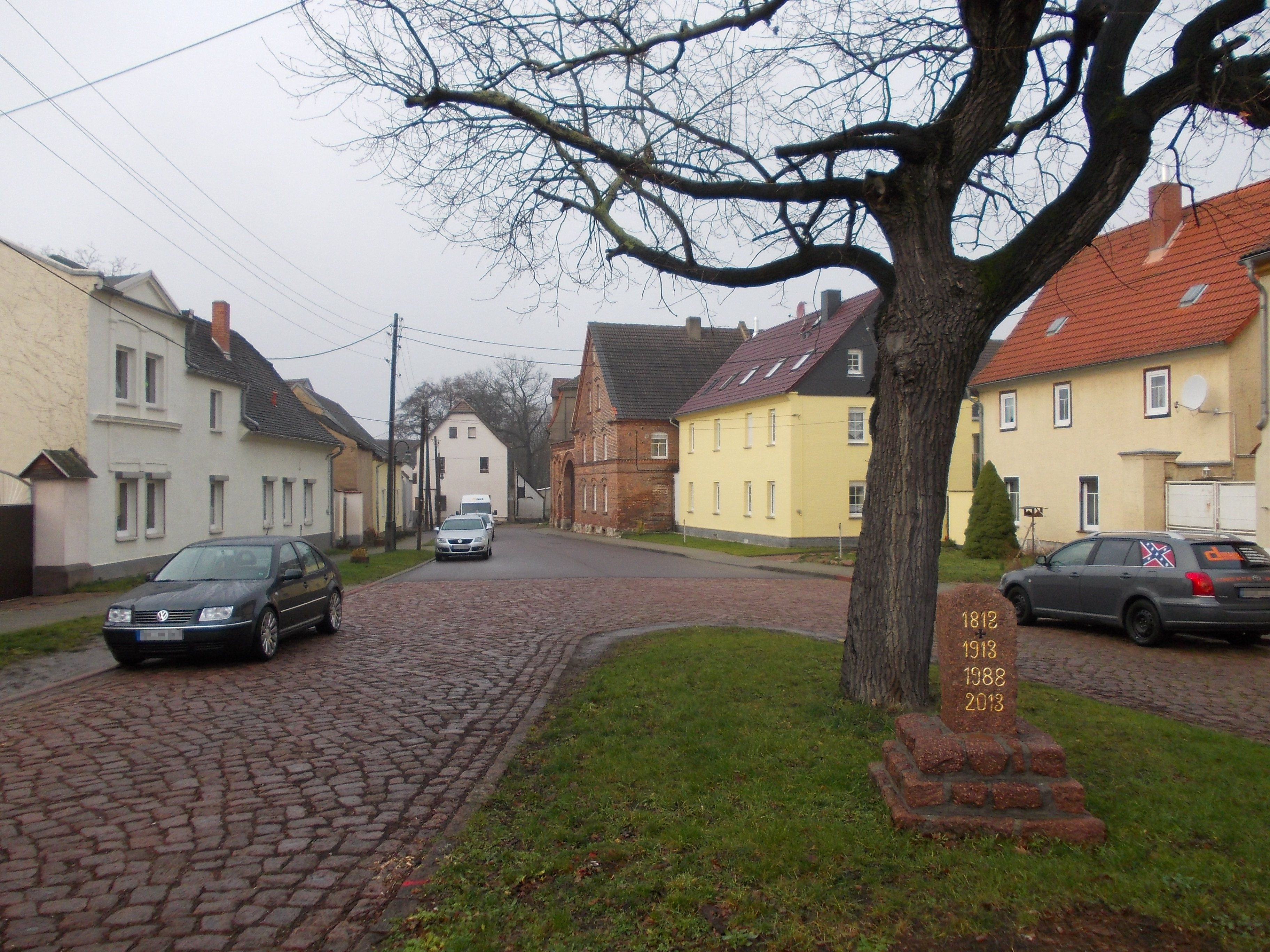
Ansicht von Nordosten

Das Völkerschlachtdenkmal von Zwintschöna ist ein Gedenkstein in Zwintschöna in der Einheitsgemeinde Kabelsketal im Saalekreis in Sachsen-Anhalt. Es steht unter Denkmalschutz und ist im Denkmalverzeichnis mit der Erfassungsnummer 094 55411 als Teil des Denkmalbereichs Ortskern eingetragen.

## Lage
Im Alten Dorf, dem historischen Dorfkern von Zwintschöna, befindet sich das Völkerschlachtdenkmal auf dem kleinen Platz, den die Fahrspuren bilden, unter einem Baum.

## Geschichte und Gestalt
Während der Völkerschlacht von Leipzig war Halle (Saale) Lazarettstadt der preußisch-russischen Seite und versorgte fast so viele Verwundete, wie die Stadt Einwohner hatte. Zudem fanden im Umfeld der Stadt im Jahr 1813 drei Gefechte statt, von denen eines die Dörfer östlich der Stadt streifte. Am 29. September 1813 trafen dabei Kosaken und Franzosen aufeinander. Das sind Gründe genug für Denkmäler, die sich hier in mehreren Nachbardörfern, etwa in Büschdorf oder Kanena, finden. Sie stammen alle aus dem Jahr 1913 und entstanden anlässlich des 100. Jahrestages der Schlacht.
Die Besonderheit des recht schlichten Denkmals in Zwintschöna ist es, dass es auch mehrfach zu Jahrestagen saniert wurde, wie die weiteren Inschriften 1988 und 2013 verraten, und dies auch auf dem Stein verewigt wurde. Zudem weicht seine Form leicht von den anderen Exemplaren ab: Auf einem kleinen Steinstufenpodest steht der nicht allzu große Inschriftstein und wird neben den Inschriften auch von einem Eisernen Kreuz geziert. Da auf den Völkerschlachtdenkmälern zumeist keine Namen genannt werden, zählen sie eher zum Randbereich der Kriegerdenkmäler.